# Mario Camerini
Mario Camerini (6 de fevereiro de 1895, Roma, Itália — 4 de fevereiro de 1981, Gardone Riviera, Brescia, Lombardia, Itália) foi um cineasta e roteirista italiano.